# Al Hala Sports Club
Maillots
Actualités
Le Al Hala Sports Club  (en arabe : نادي الحالة الرياضي), plus couramment abrégé en Al Hala, est un club bahreïni de football fondé en 1955 et basé à Halat Bu Maher, dans la ville de Muharraq.
Il compte à son palmarès un championnat et quatre coupes de Bahreïn.

## Palmarès
| Compétitions nationales |
| --- |
| - Championnat de Bahreïn (1) - Champion : 1979 - Coupe de Bahreïn (4) - Vainqueur : 1976, 1980, 1981, 2023 - Finaliste : 1999, 2007 |